# DT Большого Пса
DT Большого Пса (лат. DT Canis Majoris) — одиночная переменная звезда в созвездии Большого Пса на расстоянии (вычисленном из значения параллакса) приблизительно 6767 световых лет (около 2075 парсеков) от Солнца. Видимая звёздная величина звезды — от +12,2m до +11,4m.

## Характеристики
DT Большого Пса — красная пульсирующая полуправильная переменная S-звезда типа SRB (SRB) спектрального класса MS или S.